# Nyárády Mihály
Nyárády Mihály (Ramocsaháza, 1899. – Budapest, 1980. augusztus 12.) néprajzkutató.

## Életpályája
Bár 1928-ban jogi doktorátust szerzett a budapesti egyetemen, fiatal korától a néprajz kutatásának szentelte magát. 1949-től a nyíregyházi Jósa András Múzeum munkatársaként szervezte a Felső-Tisza Vidéki Vízügyi Igazgatóság Múzeumát Nyíregyházán, amelynek később évtizedekig igazgatója volt.

## Kutatási területe
A Felső-Tisza-vidék, a Nyírség néprajzának fáradhatatlan kutatója volt. Különös gonddal foglalkozott a gazdálkodás, a népviselet és a háziipar kutatásával.

## Főbb művei
Számos folyóiratcikke mellett könyvei:
- Kék község történelmi földrajza (Nyíregyháza, 1941);
- A Debrecen név eredete (Nyíregyháza, 1944).